# إسكان (عفرين)
إسكان (بالكردية: Îska‏) هي قرية سوريّة تتبع إداريّاً لمحافظة حلب منطقة عفرين ناحية مركز عفرين. بلغ تعداد سكانها 1,116 نسمة حسب التعداد السكاني لعام 2004، و1812 نسمة حسب قيود السجل المدني لنهاية عام 2005.